# The Family Stone
The Family Stone es una película estadounidense escrita y dirigida por Thomas Bezucha, estrenada en 2005 y en la que se mezclan comedia y drama. La película narra las desventuras de vacaciones de Navidad de la familia Stone, que vive en un pequeño pueblo de Massachusetts. Todo empieza cuando el hijo mayor lleva a su novia a la casa familiar con la intención de proponerle matrimonio con el anillo de la abuela de la familia.
El título original en inglés hace referencia tanto al anillo como al apellido de la familia. Efectivamente, la palabra inglesa stone significa tanto 'joya' como 'piedra'. Por lo tanto, el título The Family Stone puede tradurirse tanto como La joya de la familia como La familia Stone.

## Sinopsis
La historia toma lugar en el pueblo ficticio de Thayer, Massachusetts, la historia se centra en Meredith Morton (Sarah Jessica Parker), una exitosa ejecutiva de Manhattan cuya tensa y distante personalidad es un agudo contraste con la familia de su novio, Everett Stone (Dermot Mulroney), los cuales la ven como una estirada, pues ellos son muy liberales. Everett tiene cuatro hermanos: 
- Ben (Luke Wilson) hace películas documentales y vive en Berkeley, encuentra una atracción inmediata hacia Meredith.
- Susannah (Elizabeth Reaser), una ama de casa que tiene una hija pequeña, Isabel (Savannah Stehlin), y está esperando su segundo hijo.
- Thad (Tyrone Giordano) es un arquitecto que es sordo y gay que vive en Boston. Él está contemplando la posibilidad de adopción con su pareja Patrick (Brian J. White), que es afroamericano.
- Amy (Rachel McAdams) es una maestra de escuela que actualmente cursa su Maestría y apoya al NPR. Amy se había reunido previamente con Meredith y tuvo aversión inmediata hacia ella.

El padre de los Stones, Kelly (Craig T. Nelson), es también un arquitecto, y su madre, Sybil (Diane Keaton), al principio se da a entender que sufría cáncer de mama, y que desde entonces ha hecho metástasis.
Al llegar a la casa de su novio, Meredith se siente rechazada por la familia, y después de un enfado opta por quedarse en un hotel local en lugar de con la familia y le pide a su hermana Julie (Claire Danes) que se reúna con ella para apoyarla. Everett inmediatamente se siente atraído a Julie. Meredith intenta desesperadamente encajar, pero sus intentos dan un resultado desastroso. Angustiada, Meredith sale de la casa pero choca el coche, así que Ben trata de consolarla. Los dos terminan en un bar local, donde, después de varias copas, Meredith literal y figurativamente, se suelta el pelo y empieza a disfrutar de ella misma. Meredith invita al paramédico local, Brad Stevenson (Paul Schneider), el ex de Amy, a la casa de los Stones para el desayuno de Navidad. A la mañana siguiente, cuando se despierta en la cama de Ben, Meredith asume erróneamente que su noche terminó con los dos teniendo relaciones.
La Navidad de los Stones resulta ser un día de acusaciones, recriminaciones, auto-descubrimientos, e intentos por parte de Meredith por remediar y solucionar las cosas. Sybil, que inicialmente rechazó la petición de Everett a darle el anillo de su abuela, reconsidera su posición y se lo ofrece, pero ahora los sentimientos de Everett por Meredith se han desplazado a su hermana Julie.

## Reparto
- Sarah Jessica Parker como Meredith Morton.
- Dermot Mulroney como Evertt Stone.
- Claire Danes como Julie Morton.
- Diane Keaton como Sybil Stone.
- Craig T. Nelson como Kelly Stone.
- Rachel McAdams como Amy Stone.
- Luke Wilson como Ben Stone.
- Tyrone Giordano como Thad Stone.
- Elizabeth Reaser como Susannah Stone Trousdale.
- Brian White como Patrick Thomas.
- Savannah Stehlin como Elizabeth Trousdale.